# 南アフリカ共和国の鉄道
南アフリカの鉄道（みなみアフリカのてつどう）では、南アフリカ共和国における鉄道について記す。南アフリカにおいては、鉄道は重要な交通機関である。主要な都市の多くは鉄道で結ばれており、アフリカ大陸において最も発展した鉄道網である。南アフリカの鉄道は大半が公営である。

## 歴史
1860年6月に南アフリカで最初の鉄道路線がダーバンのマーケット・スクエア（Market Square） - ポイント（Point）間3.2 kmに標準軌で開通した。1863年にケープタウンからウェリントンまでの45マイル (72 km) の路線も開通した。険しい山岳地帯への登坂に苦労したため、内陸部への早期の鉄道網敷設のために急曲線を許容できる3フィート6インチ狭軌を選択することになり、既存の標準軌区間も改軌された。他の地方でもそれに続いて鉄道の建設が進められ、1898年に国土全体の鉄道網が接続され、1910年に統一した事業体になった。さらにセシル・ローズの「ケープタウンからカイロまで」の構想の元に、ケープ・カイロ鉄道の計画が進められ、鉄道は南アフリカの領域外まで延長されたが、最北端はザンビアまでとなっており、構想は実現しなかった（第二次大戦後、タンザン鉄道の建設により東アフリカまで延長）。
1910年に4つの地方が合併して南アフリカ連邦（現・南アフリカ共和国）が樹立されたことに伴い、各国の鉄道路線も統合された。南アフリカ鉄道・港湾庁（SAR & H: South African Railways and Harbours、アフリカーンス語での略称はSAS & H）が、鉄道網を管理する官庁として設立された。1981年4月に組織改編が行われ、SATS（South African Transport Services）と呼ばれる国営企業になった。1990年4月には、政府が100%出資して設立したトランスネット（Transnet）という公社に移行し、鉄道部門はスポールネット（Spoornet）と呼ばれている。都市部での輸送については、南アフリカ旅客鉄道公社（PRASA）が引き継いでいる。国土全体にわたる鉄道網に関して政府が所有権を手放す計画はないものの、一部の鉄道については民営化された。

## 路線網

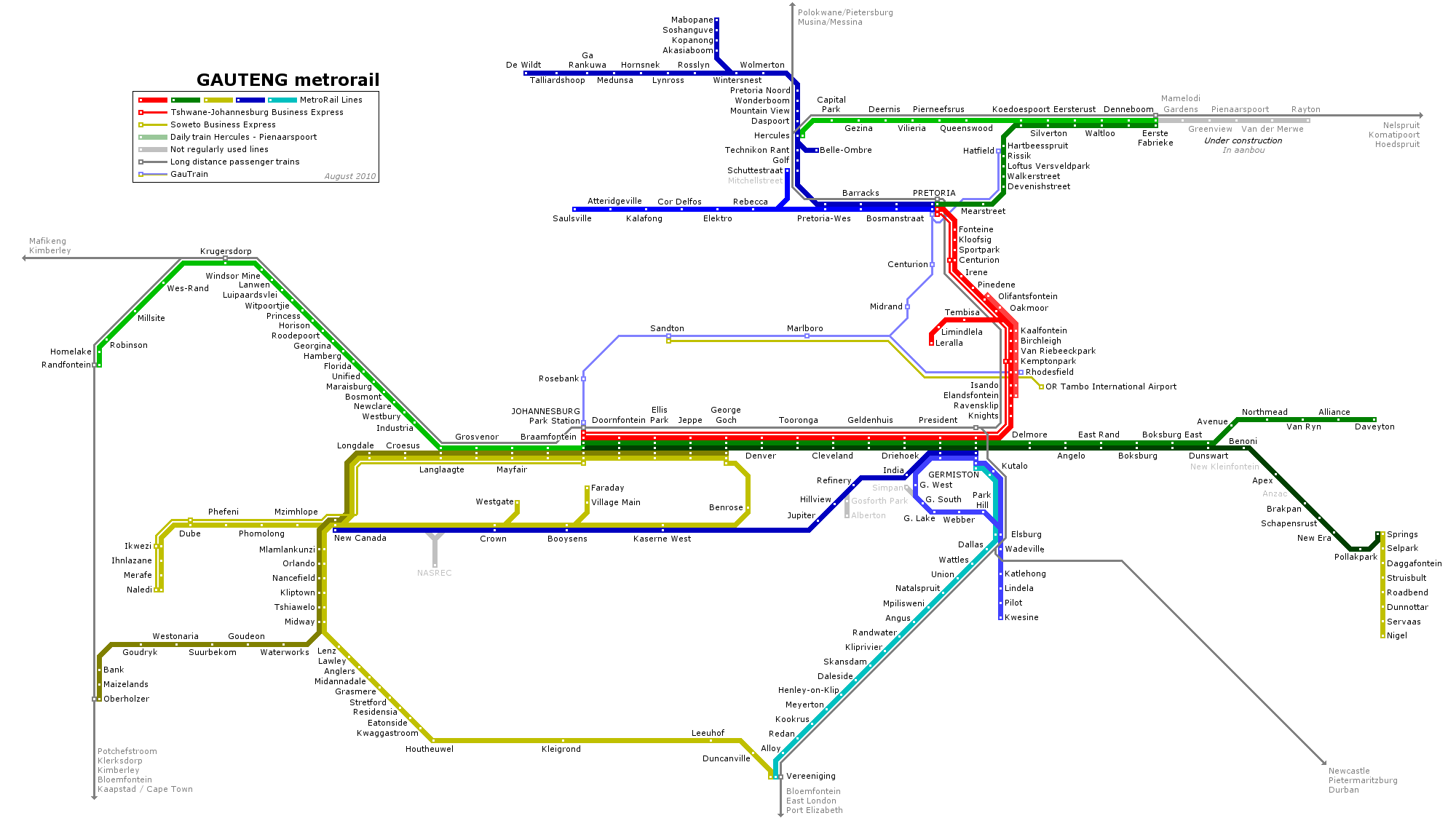
路線図（ヨハネスブルグ都市圏）

南アフリカの鉄道は、ブルートレイン（ケープタウン - ヨハネスブルグ間）に代表される豪華列車で知られている。しばしば世界で最も豪華な列車と呼ばれ、1,600 kmの旅は南アフリカの観光資源ともなっている。
しかし、高速道路網の伸長と共に、長距離旅客は減少している。多くの通勤客が今でも鉄道を利用しているものの、20,000 kmに及ぶ路線網のおよそ半分は能力を生かしておらず、35%は既に運行されていないか、わずかな運行が残るのみである。スポールネットは、収益性の維持のために経営の軸足を旅客から貨物に移しつつある。
また、ヨハネスブルグやケープタウンなど都市圏にはメトロレールと呼ばれる通勤電車網が存在する。
南アフリカの鉄道路線網に関しては、国際連合提供の地図（PDFファイル）を参照。

### 長距離列車
- ブルートレイン
- ロボスレイル
- ショショローザ・メイル

### 近郊列車
- メトロレール
  - メトロレール (西ケープ)
  - メトロレール (ハウテン)
- ハウトレイン

### 貨物列車
- トランスネット貨物

## 特徴
鉄道網の総延長は、スポールネットが20,041 km、SARCCが1,220 km（うち530 kmはスポールネットの路線を借用）となっている。殆どの路線で1,065 mm（3フィート6インチ）の狭軌を採用している。なお、通常3フィート6インチ軌間は1,067 mmで、南アフリカと異なるが、これはメートルに換算した際の丸め方が異なったためで実際には同一である。また南アフリカでの使用に由来して、しばしばケープ・ゲージと呼ばれている。
狭軌鉄道における世界最高速度記録を持ち、1978年12月にヨハネスブルク近郊で6E1型電気機関車と客車1両の編成で245 km/hを出している。しかしながら、スポールネットは、より広い軌間を模索しており、ハウトレインと呼ばれる高速通勤路線は標準軌を採用している。最終的には、軌間を広げることによって貨物輸送の能力を向上させることが期待されている。
他に610 mm（2フィート）軌間を採用する路線が、ポート・シェプストン（Port Shepstone）とポート・エリザベス（Port Elizabeth）の近くの2箇所に314km存在する（いずれもスポールネット）。
電化率も比較的高い。全て架空電車線方式であるが、電圧は3種類が存在する。
うち直流3000 Vを採用する区間が5,037 kmで、1920年代から開始された。おもに通勤路線で用いられている。1980年代には交流電化が導入され、石炭など鉱物資源を輸送する路線を手始めに輸送量の多い路線で用いられている。25 kV・50 Hzの区間が2,534 kmある。
これに加え、世界的に見ても珍しい50 kV・50 Hzの区間が861 kmある。内陸部のシシェンにある鉄鉱石鉱山と、その積出港である大西洋岸のサルダナを結ぶ貨物専用路線の鉄鉱石線で、1977年の開業から採用されている。三重連の電気機関車と七重連のディーゼル機関車が最大342両の120 t積み貨車（編成全長4,200 m）を牽引している。この電気機関車（9E型　軸配置Co'Co'）の軸重は28トンにも達している。なお、開業当時、この路線は鉄鉱石鉱山会社の運営であったが、1979年より当時の南ア国鉄の運営になっている。
車両については、連結器は19世紀にアメリカで発明されたジャニー式連結器（Janney coupling、自動連結器）が使用されている。ブレーキはイギリス植民地時代の影響で現在でも主に真空ブレーキを使用している。近年、国際的に標準な空気ブレーキへの交換が始められている。

## 隣接国との鉄道接続状況

南アフリカ共和国の鉄道網

- エスワティニ - 接続 - 同じ狭軌を採用1,067 mm
- モザンビーク - 接続 - 同じ狭軌を採用1,067 mm
- ジンバブエ - 接続 - 同じ狭軌を採用1,067 mm
- ボツワナ - 接続 - 同じ狭軌を採用1,067 mm
- ナミビア - 接続 - 同じ狭軌を採用1,067 mm
- レソト - 接続 - 同じ狭軌を採用1,067 mm